# Never Again (singel Kelly Clarkson)
Never Again – piosenka pop rockowa stworzona przez Kelly Clarkson i Jimmy’ego Messera na trzeci album studyjny Clarkson, My December (2007). Wyprodukowany przez Davida Kahna, utwór wydany został jako pierwszy singel promujący krążek dnia 24 kwietnia 2007 w Stanach Zjednoczonych.

## Informacje o singlu
Kelly Clarkson stworzyła utwór w roku 2004 wraz z kompozycjami „Behind These Hazel Eyes” oraz „Where Is Your Heart”, jednak według artystki piosenki te „zupełnie różnią się od siebie”. „Never Again” wokalistka opisuje jako „niegrzeczniejsze” od jej poprzednich dokonań, przez co Clarkson zastanawiała się nad odrzuceniem kompozycji z oficjalnej listy utworów albumu My December. Swą koncepcję zmieniła, czyniąc z piosenki główny singel oraz kompozycję otwierającą krążek, uzasadniając swój wybór słowami „ten utwór ma niesamowitą energię i szczerze mówiąc, pisząc go byłam strasznie wściekła, co da się wywnioskować po jego przesłuchaniu”.
W jednym z wywiadów Clarkson wyznała, iż przy pracy nad singlem inspirowała się utworami „You Oughta Know” Alanis Morissette oraz „Never Again” Pat Benatar, co jednemu z pracowników jej wytwórni płytowej nie spodobało się. Clarkson w rozmowie z nim nakłoniła go do zmiany zdania mówiąc „lubię każdą rockową laskę, która lubi to co robi. Co śmieszniejsze wszyscy postrzegamy Pat Benatar jako ikonę rocka, a ona jest także dobra w muzyce pop. Też jestem trochę popowa – po prostu jestem pop rockową dziewczyną, której z tym dobrze”.
Clarkson potwierdziła tytuł i datę wydania singla 4 kwietnia 2007 za pośrednictwem swej oficjalnej strony internetowej. Singel udostępniono 20 kwietnia przez iTunes Store, jednak utwór wycofano ze sprzedaży cyfrowej po kilku godzinach. Trzy dni później, 23 kwietnia 2007 „Never Again” ponownie dostępny był do kupienia za pośrednictwem tego samego sklepu internetowego jedynie w Stanach Zjednoczonych. W Wielkiej Brytanii singel ukazał się 11 czerwca 2007, ponad miesiąc później od premiery utworu w większości krajów świata.

## Wydanie singla
Singel zadebiutował na pozycji 8. notowania Billboard Hot 100 12 maja 2007, w pierwszym tygodniu od premiery, sprzedając się w liczbie przekraczającej 100 000 egzemplarzy. Trzy tygodnie później kompozycja znalazła się na miejscu 17., jednak 9 czerwca 2007 po występie Clarkson w programie American Idol „Never Again” zanotował awans o osiem pozycji zajmując miejsce 9. W sumie na notowaniu singel spędził szesnaście tygodni, zyskując certyfikat złotej płyty za sprzedaż 500 000 kopii.
W Wielkiej Brytanii kompozycja debiutowała na pozycji 9. w notowaniu UK Singles Chart tydzień po premierze singla na płycie kompaktowej. Utwór nie zyskał spektakularnego sukcesu komercyjnego, spędzając w zestawieniu dwa miesiące. Największy sukces piosenka zyskała w Australii, gdzie 4 czerwca 2007 zadebiutowała na miejscu 5., by osiem tygodni spędzić w Top 10 oficjalnego zestawienia najlepiej sprzedających się singli. Na liście, utwór spędził dwadzieścia dwa tygodnie, czyniąc z „Never Again” najdłużej przebywającym singlem Clarkson na notowaniu ARIA Charts.

## Teledysk
Teledysk do singla nagrywany był w kwietniu 2007 roku oraz reżyserowany przez Jospeha Kahna. Premiera klipu miała miejsce 1 maja 2007 w programie Total Request Live na antenie stacji telewizyjnej MTV. Tego samego miesiąca wideoklip ukazał się w sprzedaży cyfrowej za pośrednictwem witryny iTunes Store.
Klip ukazuje spisek ukochanego Clarkson (Dominic Figlio), który po próbie utopienia wokalistki planuje życie z inną kobietą, jednak nie pozwala mu na to sama artystka. Ta nawiedza go i torturuje w każdym momencie jego życia, zjawiając się w samochodzie, lotnisku bądź łazience. Finalne ujęcie przedstawia przestępcę wracającego na miejsce zbrodni, z którego wychodzi i odjeżdża niedoszła ofiara mężczyzny. Podczas trwania teledysku ukazują się sceny prezentujące Clarkson wykonującą utwór wraz z zespołem w białym pomieszczeniu.

## Listy utworów i formaty singla
Amerykański CD singel
1. „Never Again” – 3:37
2. „Never Again” (Dave Audé Radio Remix) – 4:11

Międzynarodowy CD singel
1. „Never Again” – 3:37
2. „Never Again” (Dave Audé Radio Remix) – 4:11
3. „Sober” – 4:50

Promocyjny CD-maxi singel
1. „Never Again” (Dave Audé Club Mix) – 7:55
2. „Never Again” (Jason Nevins Club Mix) – 7:42
3. „Never Again” (Dave Audé Mixshow) – 6:10
4. „Never Again” (Jason Nevins Club Mixshow) – 6:12
5. „Never Again” (Dave Audé Radio Mix) – 4:11
6. „Never Again” (Jason Nevins Radio Mixshow) – 6:42
7. „Never Again” (Jason Nevins Club Radio Mix) – 3:56
8. „Never Again” (Jason Nevins Radio Mix) – 3:53
9. „Never Again” (Jason Nevins Padappella) – 2:55

Singel iTunes Store digital download
1. „Never Again” – 3:37

## Pozycje na listach
| Lista przebojów (2007)       | Najwyższa pozycja |
| ---------------------------- | ----------------- |
| Australia ARIA Singles Chart | 5.                |
| Austria Singles Chart        | 36.               |
| Belgia Singles Chart         | 44.               |
| Holandia Top 40 Chart        | 23.               |
| Irlandia Singles Chart       | 11.               |
| Kanada Billboard Hot 100     | 8.                |
| Niemcy Singles Chart         | 19.               |

| Lista przebojów (2007)            | Najwyższa pozycja |
| --------------------------------- | ----------------- |
| Nowa Zelandia RIANZ Singles Chart | 20.               |
| Szwajcaria Singles Chart          | 27.               |
| Szwecja Singles Top 60 Chart      | 39.               |
| UK Singles Chart                  | 9.                |
| USA Billboard Hot 100             | 8.                |
| USA Billboard Pop 100             | 5.                |
| United World Chart                | 19.               |

## Daty wydania
| Państwo           | Data wydania     | Wytwórnia   |
| ----------------- | ---------------- | ----------- |
| Stany Zjednoczone | 24 kwietnia 2007 | RCA Records |
| Kanada            | 7 maja 2007      | Sony Music  |
| Australia         | 26 maja 2007     | Sony Music  |
| Niemcy            | 1 czerwca 2007   | Sony Music  |
| Szwecja           | 6 czerwca 2007   | Sony Music  |
| Wielka Brytania   | 11 czerwca 2007  | Sony Music  |